# Народицький район
Наро́дицький райо́н — колишня адміністративно-територіальна одиниця Коростенської і Волинської округ, УСРР, Київської й Житомирської областей УРСР та України. Утворено 1923 року. Площа 1,3 тисячі км². Екологічна ситуація в районі зумовлена важкими наслідками аварії на Чорнобильській АЕС (1986 р.). Районний центр — смт Народичі. Населення становить 9393 особи (на 1.02.2016).

## Географія

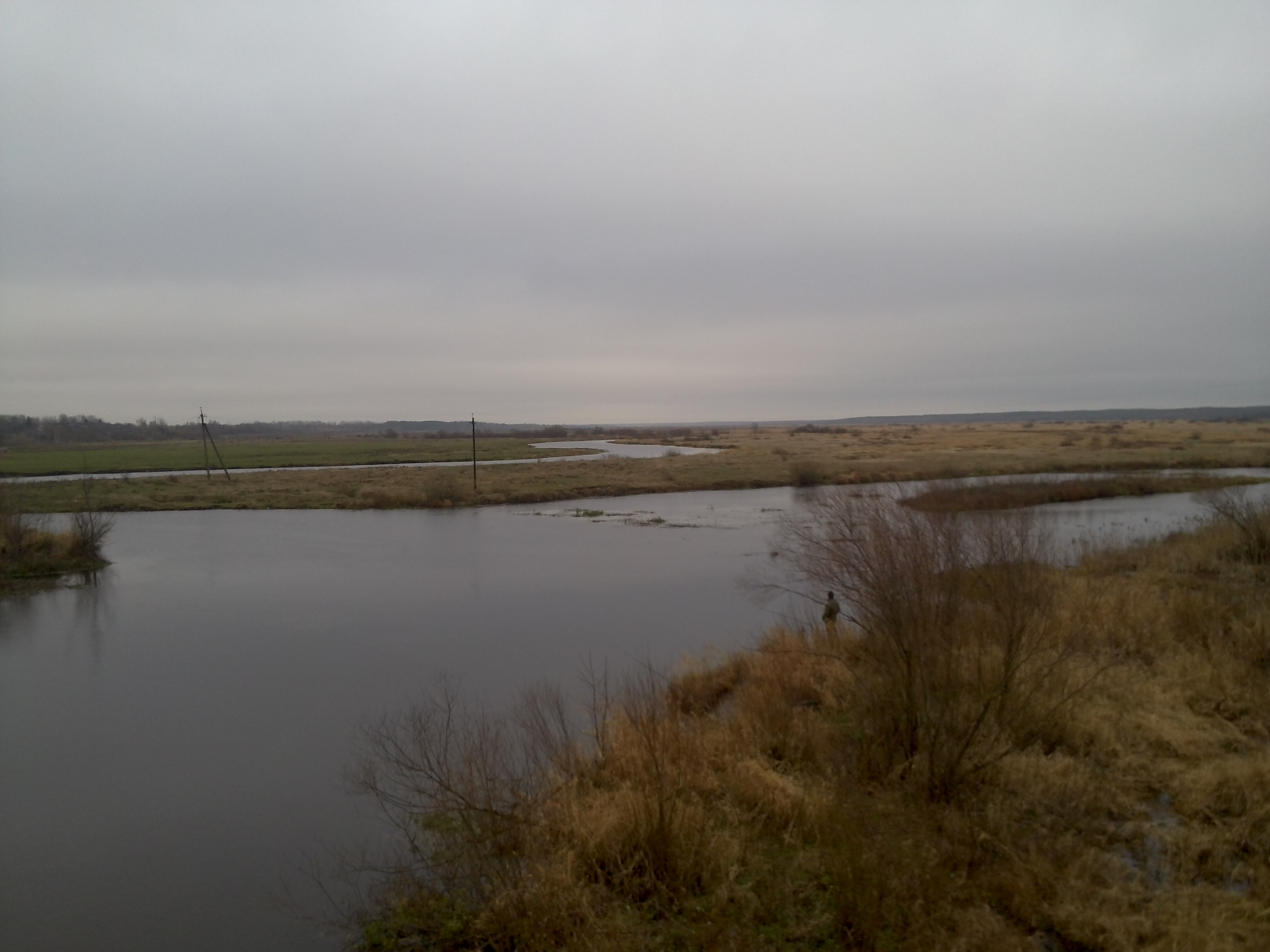
Річка Уж

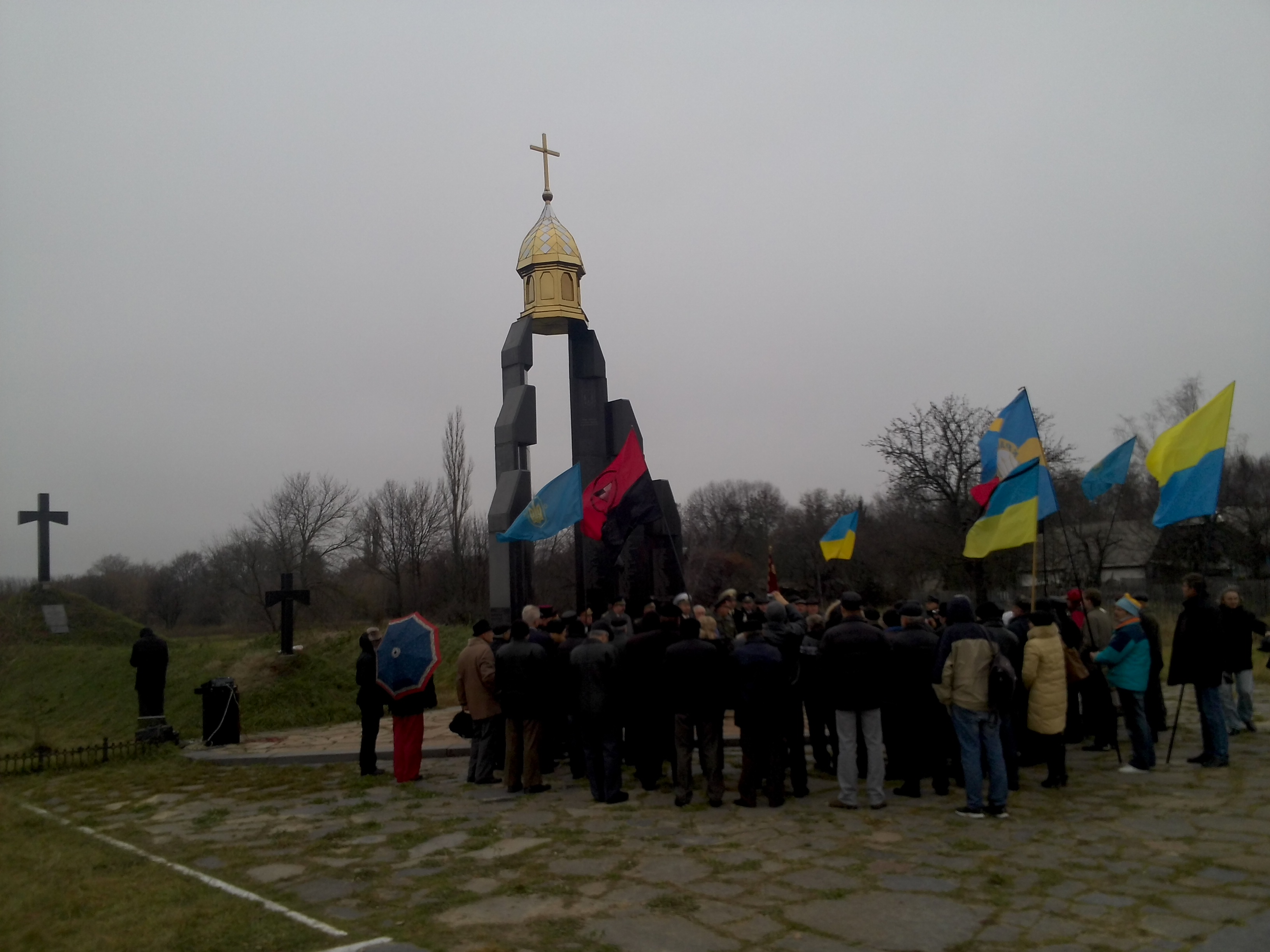
Меморіал учасникам Другого Зимового походу у селі Базар

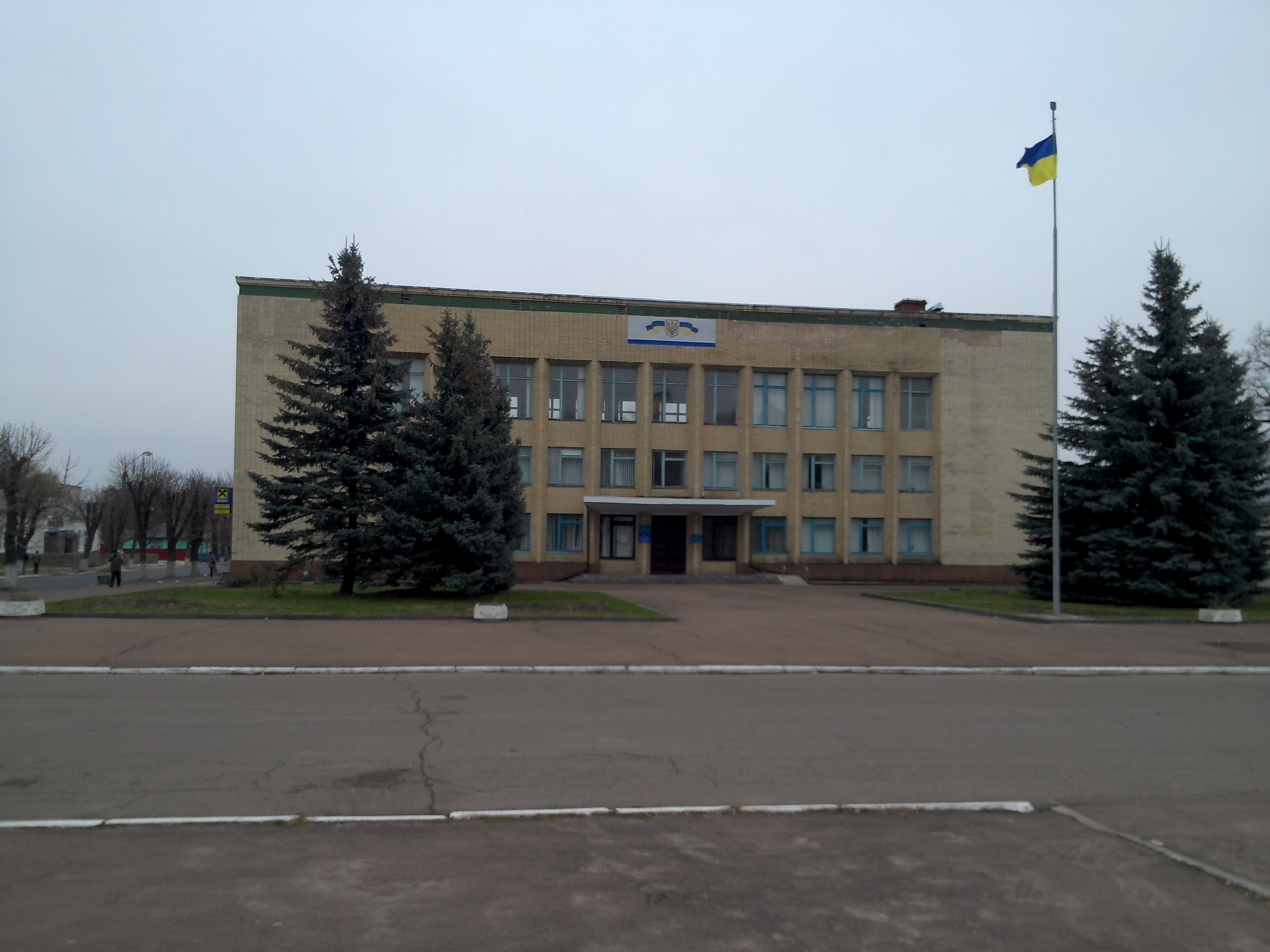
Колишня райдержадміністрація

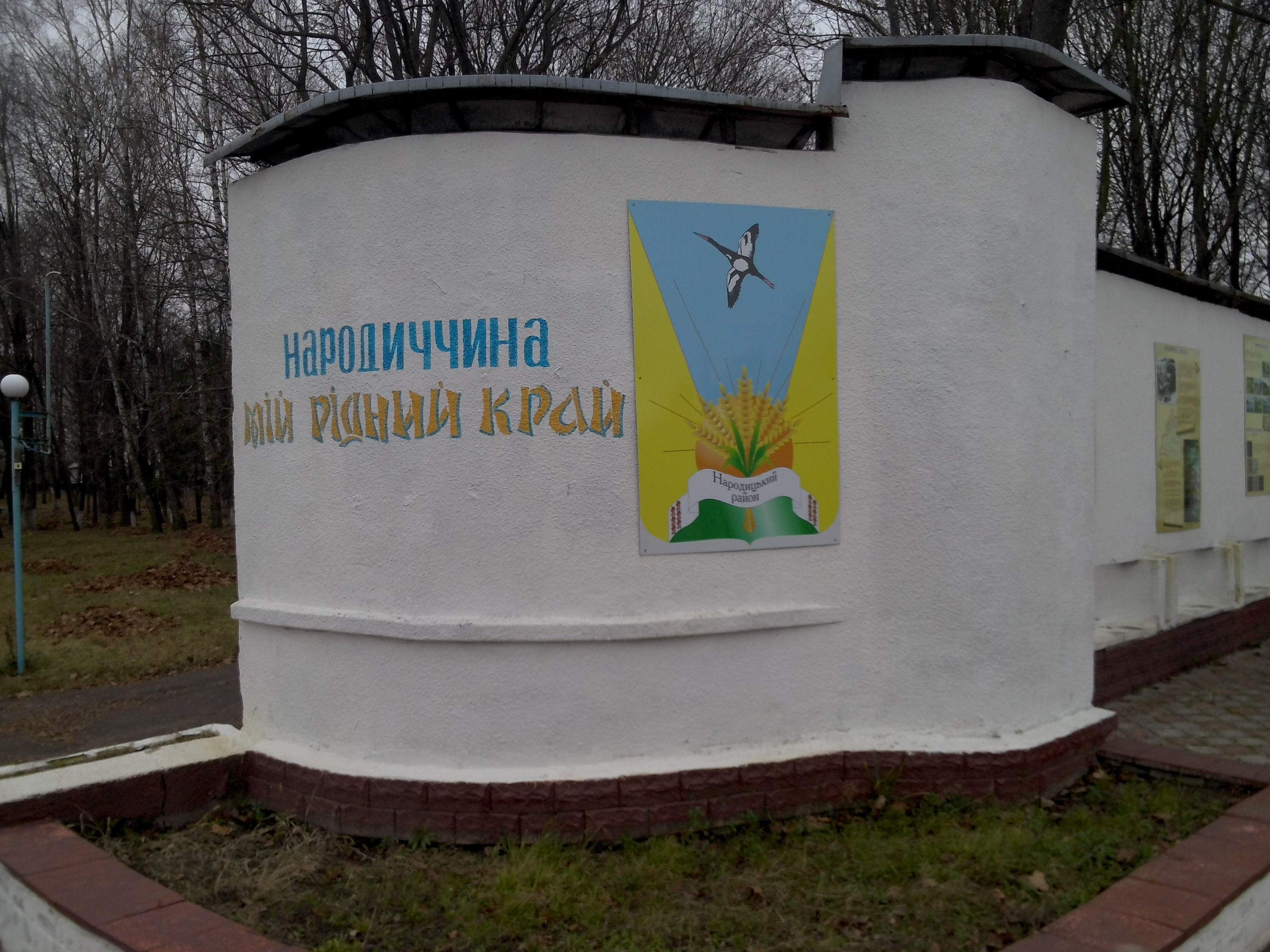
Інформаційний стенд про колишній район у центрі Народичів

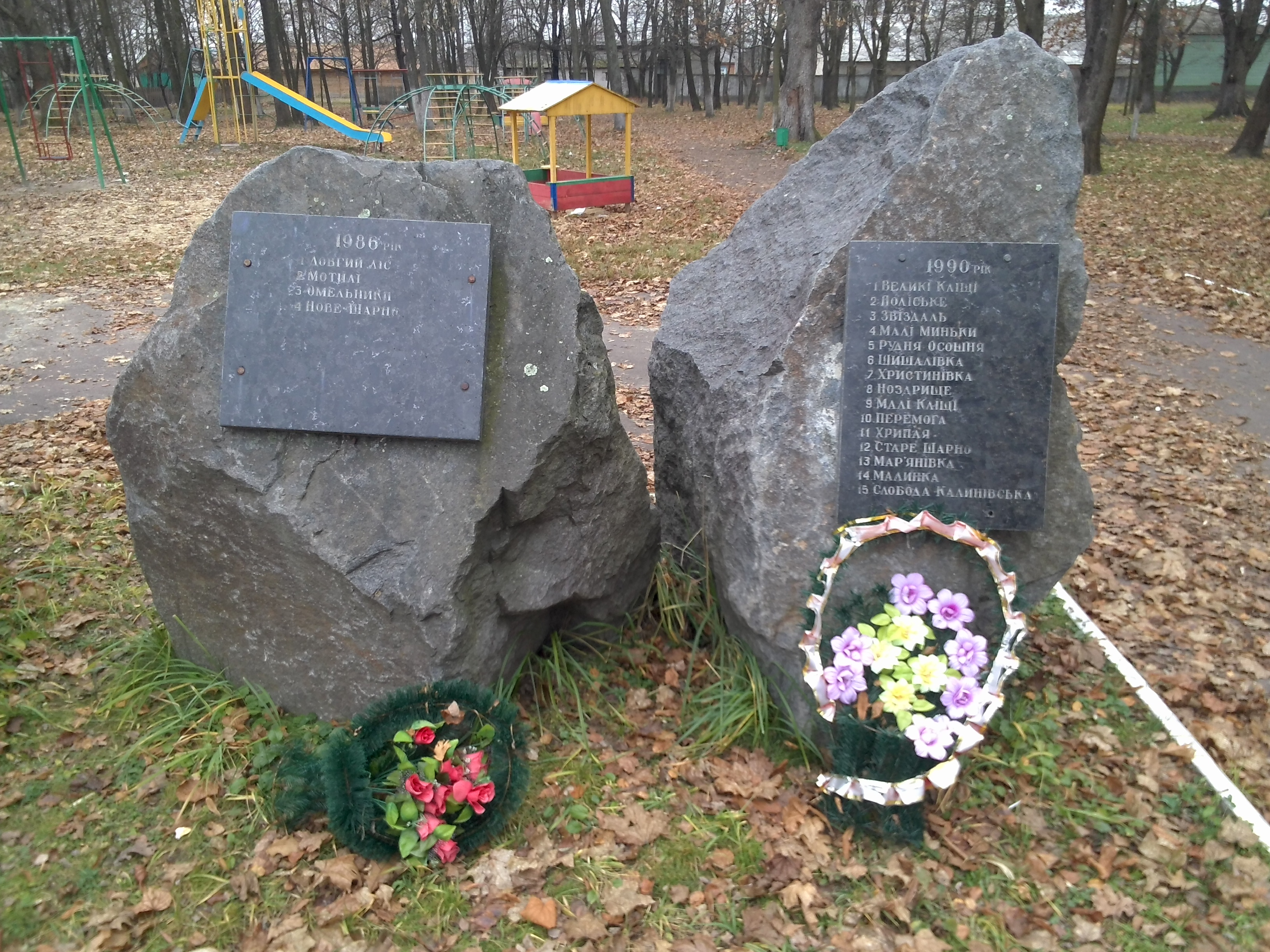
Інформація про виселені села району — частина меморіалу жертвам Чорнобильської трагедії у парку ім. Корбута

Територія — 1285 квадратних кілометрів. Народицький район був розташований на північному сході області в межах Поліської низовини. По території колишнього району протікає одна річка з чотирма притоками. Західна частина розаишовувалася в межах Житомирського, східна — в межах Київського Полісся. На півночі район межував із Наровлянським районом Гомельської області Республіки Білорусь. На території ліквідованого району є великі запаси будівельних пісків, керамічної глини, торфу та лісових насаджень.
Річки: Уж, Жерев, Норинь, Грезля.

### Екологія
З усіх районів Житомирської області колишній Народицький район найбільше постраждав від аварії на Чорнобильській АЕС. Відповідно до постанови Кабінету міністрів України від 23 липня 1991 року, 36 населених пунктів району було віднесено до зони обов'язкового відселення (у тому числі і сам райцентр, 36 — до зони гарантованого добровільного відселення, ще 8 — до зони посиленого радіоекологічного контролю. Через низку причин було відселено лише частину з них (повністю — 18 сіл), деякі були відселені частково. Поступово відбувається очищення сільгоспугідь від радіонуклідів, що дозволяє розширювати сільськогосподарське виробництво на території колишнього району. Значно складнішою є ситуація у лісових масивах, де досі подекуди зберігається значний рівень радіоактивного забруднення, передусім ізотопами 137Cs та 90Sr.

### Природоохоронні території
- Древлянський заказник
- Древлянський природний заповідник

## Населення
За даними перепису населення СРСР 1939 року чисельність населення району становила 35 575 осіб, з них українців — 31 926, росіян — 1 232, німців — 27, євреїв — 1 439, поляків — 737, інших — 214.

## Історія
Район утворено 7 березня 1923 року у складі Коростенської округи Волинської губернії з 23-х сільських рад колишніх Народицької, Христинівської, Татарновицької волостей Овруцького та Коростенського повітів.
13 червня 1930 року, відповідно до постанови ВУЦВК та РНК УРСР, Коростенську округу було ліквідовано, її колишню територію, в тому числі й Народицький район, включено до складу Волинської округи.
2 вересня 1930 року було скасовано поділ УРСР на округи, через що, від 15 вересня 1930 року, Народицький район, як і решта окремих адміністративних одиниць, перейшов у безпосереднє підпорядкування до республіканського центру.
9 лютого 1932 року район увійшов до складу новоствореної Київської області.
Внаслідок Голодомору 1932—1933 за архівними документами, у районі загинуло 136 чол., на сьогодні встановлено імена 134 чол.
22 вересня 1937 року було утворено Житомирську область, до складу котрої увійшов і Народицький район.
30 грудня 1962 року, відповідно до постанови Президії Верховної ради УРСР, район розформовано, більшість території передано до складу Овруцького району та чотири сільські ради — до Коростенського району.
8 грудня 1966 року район було відновлено в колишньому складі.
17 липня 2020 року знову ліквідований, а території приєднані до складу переутвореного Коростенського району, через постанову

## Адміністративний устрій
Район складався з селищної об'єднаної територіальної громади з центром у Народичах, яка об'єднувала 65 населених пунктів. Адміністративний центром були Народичі.

## Сільське господарство
У ліквідованому районі діють і діяли 14 колективних сільськогосподарських підприємств, які займаються м'ясо-молочним скотарством і виробництвом зерна, кормів та картоплі.

## Транспорт
Народичі розташовані за 25 кілометрів від залізничної станції Овруч. Відстань до обласного центру становить 140 кілометрів, до столиці України — 170 кілометрів. Через колишній район проходять автошляхи Коростень — Довляди (Республіка Білорусь), Київ — Мінськ.  Тут є одне автотранспортне підприємство. Загальна довжина автомобільних доріг — 312 кілометрів.

## Політика
25 травня 2014 року відбулися Президентські вибори України. У межах Народицького району були створені 22 виборчі дільниці. Явка на виборах складала — 63,90 % (проголосували 4 265 із 6 674 виборців). Найбільшу кількість голосів отримав Петро Порошенко — 48,14 % (2 053 виборців); Юлія Тимошенко — 19,25 % (821 виборців), Олег Ляшко — 12,47 % (532 виборців), Сергій Тігіпко — 6,49 % (277 виборців). Решта кандидатів набрали меншу кількість голосів. Кількість недійсних або зіпсованих бюлетенів — 1,29 %.

### Пам'ятки
- Пам'ятки історії Народицького району